# Lesteva longoelytrata
Lesteva longoelytrata är en skalbaggsart som först beskrevs av Johann August Ephraim Goeze 1777.  Lesteva longoelytrata ingår i släktet Lesteva, och familjen kortvingar. Arten är reproducerande i Sverige.